# Polnische Poolbillard-Meisterschaft 2003
Die polnische Poolbillard-Meisterschaft 2003 war die zwölfte Austragung der nationalen Meisterschaft in der Billardvariante Poolbillard. Sie fand vom 19. bis 22. Dezember 2003 in Sosnowiec statt. Ausgespielt wurden die Disziplinen 8-Ball, 9-Ball und 14/1 endlos.

## Medaillengewinner
| Disziplin            | Gold                              | Silber                                  | Bronze                           | Bronze                                   |
| -------------------- | --------------------------------- | --------------------------------------- | -------------------------------- | ---------------------------------------- |
| Herren – 8-Ball      | Tomasz Kapłan (Ósemka Rzeszów)    | Patryk Bryll (Trefl Sopot)              | Tytus Kanik (Hades Poznań)       | Paweł Rogalski (Contact Kielce)          |
| Herren – 9-Ball      | Tomasz Kapłan (Ósemka Rzeszów)    | Radosław Babica (Contact Kielce)        | Adam Ewald (Trefl Sopot)         | Wojciech Trajdos (Wodny Park Warszawa)   |
| Herren – 14/1 endlos | Karol Skowerski (Contact Kielce)  | Mateusz Śniegocki (Hades Poznań)        | Radosław Babica (Contact Kielce) | Krzysztof Gastman (Wodny Park Warszawa)  |
| Damen – 8-Ball       | Karolina Stawarz (Ósemka Rzeszów) | Izabela Łącka (Falcon Sosnowiec)        | Ewa Grzyb (IKS Tarnów)           | Maria Nielubowicz (Wodny Park Warszawa)  |
| Damen – 9-Ball       | Karolina Stawarz (Ósemka Rzeszów) | Maria Nielubowicz (Wodny Park Warszawa) | Magdalena Tatarkiewicz (Gliwice) | Izabela Łącka (Falcon Sosnowiec)         |
| Damen – 14/1 endlos  | Izabela Łącka (Falcon Sosnowiec)  | Maria Nielubowicz (Wodny Park Warszawa) | Ewa Grzyb (IKS Tarnów)           | Magdalena Babica (Zakręcona Bila Poznań) |